# Monès Chéry
Monès Chéry, né le 12 février 1981 aux Gonaïves, est un footballeur international haïtien évoluant au poste de milieu défensif avec l'Aiglon du Lamentin.

## Biographie
Monès Chéry fait ses débuts au football au plus haut niveau haïtien avec le Racing Club Haïtien.
En janvier 2007, il remporte la Coupe caribéenne des nations 2007 à Trinité-et-Tobago. Il participe en juin à la Gold Cup 2007. Il est alors repéré par le club martiniquais de l'Aiglon du Lamentin qu'il rejoint avec son compatriote Fucien Brunel.

## Palmarès
- Coupe caribéenne des nations 2007
- Coupe de Martinique 2009
- Quart de finaliste de la Gold Cup 2009 (défaite 4-0 face au Mexique)
- Coupe de ligue de la Martinique 2010